# Holland Casino

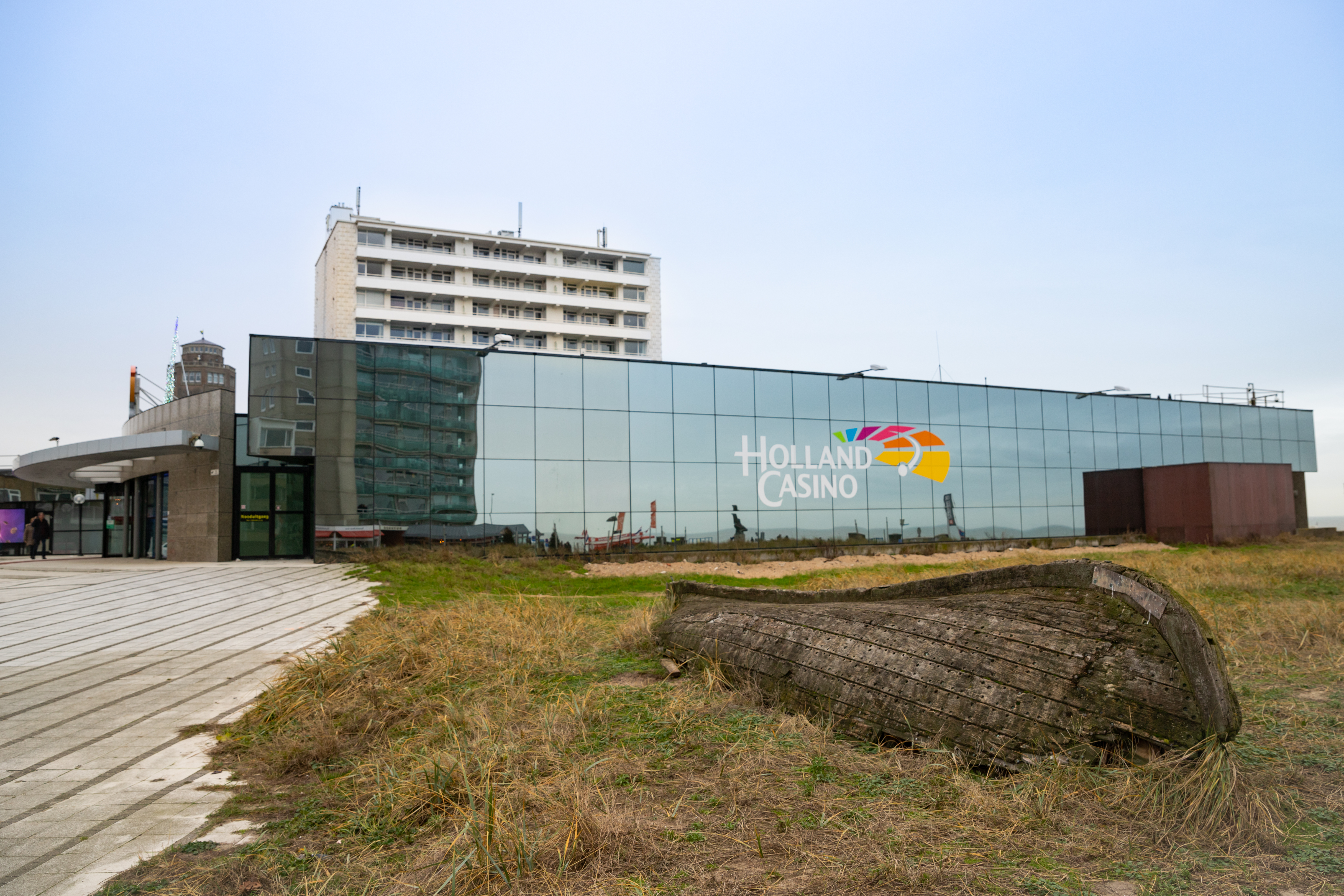
Holland Casino in Zandvoort

Holland Casino ist die staatliche Spielbank der Niederlande und betreibt 14 Filialen, die erste wurde 1976 in Zandvoort eröffnet. Die Filiale in Amsterdam ist die größte und die Gewinne fließen direkt dem niederländischen Fiskus zu.
Wie in anderen Nationen sind ausgezahlte Gelder einkommenssteuerfrei. Je nach nationaler Steuerreglementierung wird der vereinnahmte Gewinn anschließend zur Vermögensteuer herangezogen.

## Filialen
| - Amsterdam-Centrum - Amsterdam-West - Breda - Eindhoven - Enschede | - Groningen - Leeuwarden - Nijmegen - Rotterdam - Scheveningen | - Utrecht - Valkenburg - Venlo - Zandvoort |